# عبد الله بن الحارث بن جزء
هو عبد الله بن الحارث بن جزء بن معديكرب بن عمرو بن عسم بن عمرو بن عويج بن عمرو بن زبيد الزبيدي
عبد الله بن الحارث بن جزء الصحابي العالم المعمر شيخ المصريين أبو الحارث الزبيدي المصري شهد فتح مصر وسكنها فكان آخر الصحابة بها موتا له جماعة أحاديث روى عنه أئمة حدث عنه يزيد بن أبي حبيب وعقبة بن مسلم وعبيد الله بن المغيرة وسليمان بن زياد الحضرمي وعمرو بن جابر الحضرمي وآخرون وزعم من لا معرفة له أن الإمام أبا حنيفة لقيه وسمع منه وهذا جاء من رواية رجل متهم بالكذب ولعل أبا حنيفة أخذ عن عبد الله بن الحارث الزبيدي الكوفي أحد التابعين فهذا محتمل وأما الصحابي فلم يره أبدا ويزعم الواضع أن الإمام ارتحل به أبوه ودار على سبعة من الصحابة المتأخرين وشافههم وإنما المحفوظ أنه رأى أنس بن مالك لما قدم عليهم الكوفة، نعم وصاحب الترجمة هو ابن أخي الصحابي محمية بن جزء الزبيدي.

## صحبته
صاحب رسول الله ﷺ ، كان اسمه العاص قبل الإسلام، ذكر شيخ الإسلام ابن حجر العسقلاني: (روى أبو زرعة الدمشقي عن عبد الله بن صالح عن يزيد بن أبي حبيب عن عبد الله بن الحارث أنهم حضروا مع النبي جنازة، فقال النبي ما اسمك: قال العاص، وقال لابن عمرو ما اسمك؟ قال العاص، وقال لابن عمر ما اسمك؟ قال العاص، فقال النبي: أنتم عبيد الله، فخرجنا وقد غيرت أسماؤنا.
- وروى عبد الله بن أحمد في زوائد المسند عن عبد الله بن الحارث بن جزء قال رضى الله عنه بإنه مر بأيمن (ابن أم أيمن حاضنة النبى ﷺ) وفتية من قريش قد حلوا أُزُرَهم فجعلوها مخاريق يجتلدون بها وهم عراه فقال عبد الله بن الحارث لما مررنا بهم قالوا إن هؤلاء قسيسون فدعوهم أي شبهوهم بقساوسة النصارى بالتشدد في العبادة ثم خرج رسول الله ﷺ فلما أبصروه تبددوا (أي تفرقوا) فرجع رسول الله مُغضباً حتى دخل حجرته قال عبد الله بن الحارث وكنت أنا وراء الحجرة فسمعته يقول سبحان الله لا من الله استحيوا ولا من رسوله استتروا فغضب النبى لقلة حياء هؤلاء الفتيه

## مقامه في مصر
نزل مصر بعد فتحها وسكنها، وروى عنه المصريون أحاديث، صحبه فيها عدد من التابعين كان آخرهم يزيد بن أبي حبيب،

### وفاته

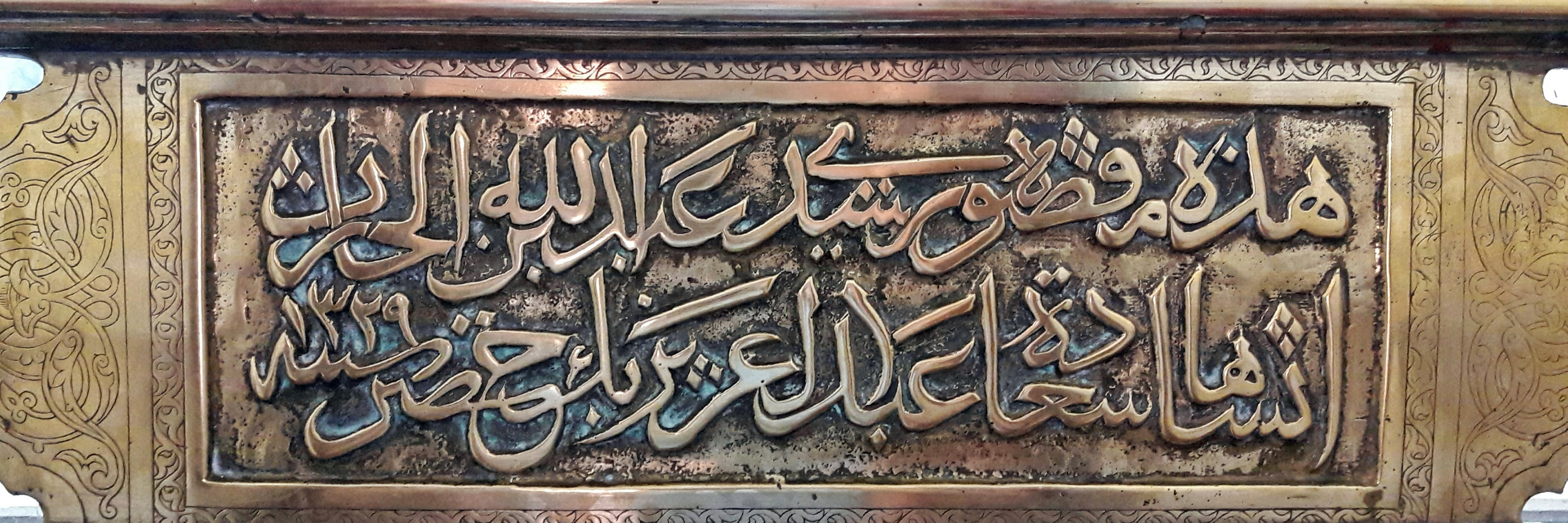
لوحة مقصورة سيدنا عبد الله بن الحارث بن جزء

مات بقرية سفط أبي تراب والتي تسمى حاليا بصفط تراب من أسفل مصر في سنة ست وثمانين وقيل توفي سنة سبع وقيل سنة خمس وثمانين والأول أصح وأشهر له رواية في سنن أبي داود وجامع أبي عيسى وسنن القزويني والله أعلم
وقد طال عمره، وعمى بصره.وقبره في صفط تراب في محافظة الغربية، وهو آخر الصحابة بمصر موتاً.